# Lorimar Television
Lorimar, conocida posteriormente como Lorimar Television y Lorimar Distribution, fue una productora estadounidense que posteriormente fue filial de Warner Bros., de 1969 a 1993. Fue fundada por Irwin Molasky, Merv Adelson y Lee Rich, quien nombró a la compañía combinando sus iniciales - LR, IM y MA.

## Historia

### Primeros años
Lorimar inicialmente comenzó a producir películas para la TV para el segmento La película ABC de la semana. Rich compró el guion a una adaptación de la novela de Earl Hamner Jr., The Homecoming, y posteriormente vendió los derechos a CBS. The Homecoming: A Christmas Story, se transmitió durante la temporada de vacaciones de 1971, fue un éxito de calificaciones, y sirvió como piloto de Lorimar para la primera producción de gran éxito, The Waltons, estrenando en 1972. A lo largo de la década de 1970, Lorimar produjo varios otros espectáculos, incluyendo, Eight is Enough; De estos, el más popular era Dallas. En 1980, Lorimar compró la quiebra de Allied Artists Pictures Corporation.
Durante 1984-85, tres de los 10 primeros espectáculos en Estados Unidos fueron producidos por Lorimar; Dallas, Knots Landing y Falcon Crest. A mediados de los años ochenta, la producción de Lorimar giraba en torno a series de comedia amigables para la familia; Entre ellos, La familia Hogan (inicialmente titulado Valerie), Perfect Strangers y Full House, producidos por Miller-Boyett Productions.
En 1985, Lorimar anunció su intención de comprar una participación del 15% en la entonces Warner Communications Company. En 1986, Lorimar, en un intento por expandirse en la sindicación de primera, se fusionó con la firma televisiva Telepictures, convirtiéndose en Lorimar-Telepictures; Más tarde ese año, compraron el lote de producciones de Metro-Goldwyn-Mayer a Ted Turner. Alrededor de ese mismo año, Rich dejó la compañía y se trasladó a MGM.

### Compra por Warner Communications
En 1988, el brazo de producción de Lorimar-Telepictures se convirtió en Lorimar Television; Lorimar fue comprada por Warner Communications, que se fusionó con Time Inc. para formar Time Warner, una de las compañías de medios más grandes del mundo, que ahora tiene su sede en el Time Warner Center en la ciudad de Nueva York. El negocio de distribución de Lorimar se dividió en Warner Bros. Television Distribution y se convirtió en Warner Bros. Domestic Television Distribution; Desde entonces, el nombre de Telepictures resucitó tanto como productor como, de nuevo, como sindicato (1996, después de la fusión de Turner).
El antiguo lote de MGM fue vendido a Sony para albergar a Columbia Pictures, TriStar Pictures, y otras operaciones de Sony, que más tarde se llamaron Columbia Studios y ahora es Sony Pictures Studios. Lorimar continuó como una compañía de producción hasta julio de 1993, cuando fue sustituido en Warner Bros. Television, por "cuestiones económicas" como resultado de la disminución de las ventas de sindicación. La última serie estrenada bajo el nombre de Lorimar fue Time Trax, como parte del bloque de programación Prime Time Entertainment Network.
Les Moonves (presidente de CBS Corporation) fue el presidente y CEO de Lorimar Television de 1990 a 1993. Moonves se convirtió en el presidente de Warner Bros. Television después de la fusión con Lorimar.

### Componentes clave de Lorimar
Además, Lorimar ha sido propietario de componentes clave de la biblioteca cinematográfica del difunto estudio de cine Allied Artists (originalmente Monogram Pictures), que incluye Cabaret y Papillon; Estos, también, son ahora propiedad de Warner. Después de la fusión con Telepictures, también se apoderaron de la casa de animación Rankin/Bass, junto con la biblioteca post-1973 de esa compañía, incluyendo su entrada en el mercado de animación de los años 80, ThunderCats, que se emitió hasta 1989; el espectáculo tuvo un remake producido por Warner Bros. Animation y emitido en Cartoon Network durante una temporada en 2011.

## Producciones

### Televisión
- The Good Life (junto a Screen Gems, 1971–1972)
- The Waltons (1972–1981)
- Apple's Way (1974–1975)
- Sybil (Película para TV) (1976)
- Helter Skelter (miniserie) (1976)
- Eight Is Enough (1977–1981)
- Dallas (1978–1991)
- Kaz (1978-1979)
- Knots Landing (1979–1993)
- Skag (1980)
- Flamingo Road (1980–1982)
- The People's Court (1981–1993)
- Falcon Crest (1981–1990)
- King's Crossing (1982)
- Boone (1983)
- Just Our Luck (1983)
- Love Connection (1983–1993)
- Hunter (1984–1991) (distribución solo hasta 1988)
- Christopher Columbus (miniserie) (1984)
- ThunderCats (1985–1989)
- Halcones Galácticos (1986)
- Mama's Family (versión 1986–1990,)
- ALF (1986–1990, temporada 4)
- La familia Hogan (1986–1991)
- Perfect Strangers (1986–1993)
- She's the Sheriff (1987)
- Full House (1987–1993)
- Gumby (1988)
- Midnight Caller (1988–1991)
- Paradise (1988–1991)
- Las pesadillas de Freddy (1988–1990)
- Nearly Departed (1989)
- Island Son (1989-1990)
- Cosas de casa (1989–1993)
- Stephen King's It (miniserie) (1990)
- Reasonable Doubts (1991–1993)
- Sisters (1991–1993)
- Step by Step (1991–1993)
- O Pioneers! (Película para TV) (1992)
- Bill & Ted's Excellent Adventures (1992)
- To Grandmother's House We Go (Película para TV) (1992)
- Hangin' with Mr. Cooper (1992–1993)
- Time Trax (1993)
- It Had to Be You (1993)
- Island City (Película para TV) (1994)

### Cine
Lorimar no sólo se especializó en la producción de programas de televisión, sino que también produjo (esporádicamente) una serie de películas cinematográficas, la mayoría de los cuales fueron distribuidos originalmente por otros estudios. La entrada de Lorimar en las películas fue predominantemente sancionada por Adelson; Rich estaba vehementemente en contra. Este activo fue uno de los muchos factores para la salida de Rich del estudio en 1986.
En 1985, tenían una unidad de producción cinematográfica conocida como Lorimar Motion Pictures. En enero de 1987, la unidad cinematográfica fue renombrada Lorimar Film Entertainment para coincidir con su recién formada unidad de distribución interna. En 1988, Lorimar hizo un acuerdo de distribución con Warner Bros. Lorimar siguió haciendo películas para el cine hasta 1990.
Los derechos a la mayor parte de las películas anotadas aquí han sido conservados por sus distribuidores originales (según lo anotado con un *asterisco), mientras que otros ahora están en las manos de Warner Bros. (incluyendo todas las producciones de Lorimar producidas por United Artists, 20th Century Fox, casi todas las producciones cinematográficas de Lorimar lanzadas por Paramount Pictures, y las producciones cinematográficas de Lorimar publicadas por Warner Bros.) Los derechos de televisión de The Last Starfighter son propiedad de Warner, mientras que Universal Studios tiene derechos de cine y video en casa. En el Reino Unido, las películas producidas por Lorimar a finales de los años setenta y principios de los ochenta fueron distribuidas por ITC Entertainment. Lorimar Motion Pictures también distribuyó The Fourth Protocol, Siesta, World Gone Wild y Two Moon Junction -ninguno de ellos producido por la compañía- en Norteamérica. ITV Global Entertainment ahora es propietaria de The Tamarind Seed. Los derechos de Fedora y Twilight's Last Gleaming han revertido a los coproductores alemanes de la película. Moonwalker ha vuelto a Sony Music desde entonces.
| Release Date             | Title                                     | Notes |
| ------------------------ | ----------------------------------------- | --- |
| 28 de febrero de 1971    | The Sporting Club                         | Distribuido por Avco Embassy Pictures* |
| 19 de julio de 1972      | The Man                                   | En asociación con ABC Circle Films; Distribuido por Paramount Pictures*                                                                        |
| 7 de noviembre de 1974   | The Tamarind Seed                         | En asociación con ITC*; distributed by Avco Embassy Pictures                                                                                   |
| 9 de febrero de 1977     | Twilight's Last Gleaming                  | Distribuido por Allied Artists |
| 23 de diciembre de 1977  | The Choirboys                             | Distribuido por Universal Studios* |
| 29 de junio de 1978      | Fedora                                    | Heredado Allied Artists, Distribuido por United Artists                                                                                        |
| 6 de octubre de 1978     | Who Is Killing the Great Chefs of Europe? | Originalmente distribuido por Warner Bros.; WB renunció sumariamente a los derechos, pero los recuperó después de la fusión Lorimar/WB         |
| 10 de agosto de 1979     | Americathon                               | Distribuido por United Artists |
| 16 de octubre de 1979    | Avalanche Express                         | Distribuido por 20th Century Fox |
| 6 de noviembre de 1979   | The Fish That Saved Pittsburgh            | Distribuido por United Artists |
| 19 de diciembre de 1979  | Being There                               | Distribuido por United Artists |
| 15 de febrero de 1980    | Cruising                                  | Distribuido por United Artists |
| 23 de mayo de 1980       | Carny                                     | Distribuido por United Artists |
| 18 de julio de 1980      | The Big Red One                           | Distribuido por United Artists |
| 20 de marzo de 1981      | The Postman Always Rings Twice            | coproducción con MGM; Distribuido por Paramount Pictures                                                                                       |
| 24 de abril de 1981      | Night School                              | Distribuido por Paramount Pictures |
| 5 de mayo de 1981        | Second-Hand Hearts                        | Distribuido por Paramount Pictures |
| 5 de junio de 1981       | The Sea Wolves                            | Distribuido por Paramount Pictures |
| 1 de julio de 1981       | S.O.B.                                    | Distribuido por Paramount Pictures |
| 30 de julio de 1981      | Victory                                   | Distribuido por Paramount Pictures |
| 12 de febrero de 1982    | Love & Money                              | distributed by Paramount Pictures |
| 13 de agosto de 1982     | An Officer and a Gentleman                | Coproducción Lorimar/Paramount* |
| 8 de octubre de 1982     | Lookin' to Get Out                        | Distribuido por Paramount Pictures |
| 21 de octubre de 1983    | The Dead Zone                             | En sociedad silenciosa con Dino De Laurentiis Corporation, distribuido por Paramount Pictures, que todavía posee los derechos importantes hoy* |
| 16 de marzo de 1984      | Tank                                      | Distribuidas y coproducidas por Universal Studios*                                                                                             |
| 13 de julio de 1984      | The Last Starfighter                      | Distribuidas y coproducidas por Universal Studios*                                                                                             |
| 31 de enero de 1986      | Power                                     | Distribuido por 20th Century Fox |
| 27 de junio de 1986      | American Anthem                           | Distribuido por Columbia Pictures |
| 14 de agosto de 1986     | The Boy Who Could Fly                     | Distribuido por 20th Century Fox |
| 25 de diciembre de 1986  | A la mañana siguiente                     | Distribuido por 20th Century Fox |
| 28 de agosto de 1987     | El cuarto protocolo                       | Distribución en los Estados Unidos |
| 16 de septiembre de 1987 | In the Mood                               | Una coproducción con Kings Road Entertainment                                                                                                  |
| 18 de septiembre de 1987 | Orphans                                   | |
| 2 de octubre de 1987     | Big Shots                                 | Distribuido por 20th Century Fox |
| 6 de noviembre de 1987   | Made In Heaven                            | |
| 11 de noviembre de 1987  | Siesta                                    | Distribución en los Estados Unidos |
| 15 de enero de 1988      | Return of the Living Dead Part II         | |
| 12 de febrero de 1988    | Action Jackson                            | |
| 15 de abril de 1988      | Tokyo Pop                                 | Distribuido por International SpectraFilm |
| 22 de abril de 1988      | World Gone Wild                           | Recogida de Apolo Pictures para su distribución en salas estadounidenses                                                                       |
| 29 de abril de 1988      | Two Moon Junction                         | Recogida de DDM Film Corporation para la distribución en salas estadounidenses                                                                 |
| 9 de septiembre de 1988  | Running On Empty                          | Distribuido por Warner Bros.* |
| 21 de diciembre de 1988  | Dangerous Liaisons                        | Distribuido por Warner Bros.* |
| 29 de octubre de 1988    | Moonwalker                                | Distribuido internacionalmente por Warner Bros.                                                                                                |
| 24 de febrero de 1989    | Bert Rigby, You're a Fool                 | Distribuido por Warner Bros.* |
| 24 de febrero de 1989    | The Toxic Avenger Part II                 | Distribuidas y coproducidas por Troma Entertainment*                                                                                           |
| 24 de marzo de 1989      | Dead Bang                                 | Distribuido por Warner Bros.* |
| 14 de abril de 1989      | See You in the Morning                    | Distribuido por Warner Bros.* |
| 23 de agosto de 1989     | Cookie                                    | Distribuido por Warner Bros.* |
| 20 de octubre de 1989    | Next of Kin                               | Distribuido por Warner Bros.* |
| 3 de noviembre de 1989   | Second Sight                              | Distribuido por Warner Bros.* |
| 24 de agosto de 1990     | The Witches                               | Distribuido por Warner Bros.* |